# Источноказахстанска област
Источноказахстанска област (каз. Шығыс Қазақстан облысы, рус. Восточно-Казахстанская область) је једна од 14. области Казахстана која се налази на источном делу земље. Главни град области је Оскемен (или Уст-Каменогорск). Број становника области је 1.393.932 по попису из 2013.

## Демографија
55% укупне популације чине етнички Казаси док су 41% етнички Руси.

## Окрузи
Источноказахстанска област се дели на 15 округа:
- Абај[3]
- Ајагоз
- Бескарагај
- Бородулика
- Глубокое
- Катонкарагај
- Кокпекри
- Куршин
- Шемонаика
- Тарбагатај
- Улан
- Уржар
- Зајсан
- Жарма
- Зирјановск